# Biquini (entrepà)
Un biquini, o entrepà de pernil i formatge, és un sandvitx calent de pa de motlle, pernil cuit i formatge. Aquest entrepà es va popularitzar a la Sala Bikini de Barcelona en els anys 50 i 60, fent una adaptació del francès croque-monsieur.
Típicament es fa a la planxa o amb una sandvitxera elèctrica, de manera que el pa és torrat i el formatge fos. Opcionalment s'hi pot afegir mantega.
Les diferències amb el croque-monsieur són que el pa mai no es xopa d'ou batut ni porta formatge o salsa beixamel per damunt, ni es gratina. A part d'això, gairebé sempre se serveix tallat per la meitat en diagonal. També té relació amb les francesinhas portugueses i és igual que el sándwich mixto espanyol. Per extensió, de vegades s'anomena biquini qualsevol entrepà calent fet amb pa de motlle.

## Variants
- Biquini barra. Encara que el biquini gairebé sempre es fa amb pa anglès, en alguns bars i restaurants el fan també amb pa de barra. A Catalunya això s'anomena simplement entrepà calent de pernil i formatge, ja que biquini implica el pa de motlle de tipus anglès.
- Biquini de sobrassada i formatge, biquini menorquí o biquini mallorquí. Variant amb formatge de maó i sobrassada en lloc de pernil.
- Triquini. Versió que porta pernil, sobrassada i formatge.
- Biquini de tonyina. Variant amb tonyina i formatge.